# Andrzej Udalski
Andrzej Jarosław Udalski (* 22. Januar 1957 in Łódź) ist ein polnischer Astrophysiker und Astronom (Time Domain Astronomy).
Udalski studierte an der Universität Warschau mit dem Abschluss 1980 und war dann am astronomischen Observatorium der Universität Warschau. 1988 wurde er promoviert und war Post-Doktorand an der York University in Toronto. 1995 habilitierte er sich an der Universität Warschau und wurde 2000 Professor. Er ist Direktor des astronomischen Observatoriums der Universität Warschau.
1992 initiierte er das Optical-Gravitational-Lensing-Experiment (OGLE) und war damit ein Pionier der astronomischen Beobachtung mit Mikrolinseneffekt, der es ermöglicht ansonsten nicht sichtbare Objekte zu beobachten. Damit konnten zum Beispiel kleine Klumpen von dunkler Materie im Halo der Milchstraße ausgeschlossen werden. Im OGLE Projekt wurde auch Pionierarbeit für die Transitmethode der Suche nach Exoplaneten. Bei OGLE gelangen aber auch viele weitere bedeutende Beobachtungen wie die erste Beobachtung der Verschmelzung eines Doppelsternsystems, Beiträge zur Entfernungsskalierung im Universum, Struktur der Milchstraße und der Galaxien der lokalen Gruppe, Novae, Quasare und Charakterisierung verschiedener Typen variabler Sterne. OGLE ist gleichzeitig einer der längsten Surveys in der Astronomie.
Basis von OGLE ist das Las-Campanas-Observatorium in Chile und Udalski war an der Einrichtung des Warschau-Teleskops in Las Campanas beteiligt (1997 in Betrieb). Udalski war nicht nur an der Analyse der Daten beteiligt, sondern auch an der Konstruktion von CCD-Kameras und anderer Instrumente und am gesamten Teleskop.
2017 erhielt er den Dan-David-Preis und 2018 den Tycho-Brahe-Preis der Europäischen Astronomischen Gesellschaft. 2002 erhielt er den Preis der Stiftung Polnische Wissenschaft. 2012 wurde er Kommandeur des Ordens Polonia Restituta und wurde in die National Academy of Sciences der Vereinigten Staaten gewählt. 2018 erhielt er die Karl-Schwarzschild-Medaille der Astronomischen Gesellschaft und 2024 den Copernicus-Preis. 2009 erhielt er einen Advanced Grant des European Research Council (ERC).